# Фил Ръд
Фил Ръд (* 19 май 1954 в Мелбърн, Австралия) е между 1975 и 1983 и отново от 1995 барабанист на австралийската хардрок група Ей Си/Ди Си.

## Биография
Фил Ръд участва в няколко групи в Мелбърн, до януари 1975, когато чрез бившия колега Тревър Йънг е поканен в Ей Си/Ди Си.
1983 се отделя от Ей Си/Ди Си заради проблеми с дрогата и психични проблеми. Също и трудно преживява смъртта на солиста на групата Бон Скот. Саймън Райт заема мястото му. Използва времето и се ангажира с работа във фирма за хеликоптери. По-късно съставя своя собствена фирма, наречена Нова Зеландия. Там си построява и музикално студио. Също така е върл автомобилен фен.
Много изненадващо, през 1995, след 12-годишна пауза се завръща обратно в Ей Си/Ди Си и заменя Крис Слейд.
Той е единственият австралиец в Ей Си/Ди Си.

## Групи преди Ей Си/Ди Си
- Coloured Balls
- Buster Brown

## Дискография с Ей Си/Ди Си
- 1976 High Voltage
- 1976 Dirty Deeds Done Dirt Cheap
- 1977 Let There Be Rock
- 1978 Powerage
- 1978 If You Want Blood (You’ve Got It)
- 1979 Highway to Hell
- 1980 Back in Black
- 1981 For Those About to Rock
- 1983 Flick of the Switch
- 1984 ’74 Jailbreak
- 1995 Ballbreaker
- 1997 Bonfire
- 2000 Stiff Upper Lip
- 2008 Black Ice